# Krasnyj Jar (Alejskij rajon)
Krasnyj Jar (in lingua russa Красный Яр) è un centro abitato del Territorio dell'Altaj, situato nell'Alejskij rajon.